# 23812 Джаннузі
23812 Джаннузі (23812 Jannuzi) — астероїд головного поясу, відкритий 17 серпня 1998 року.
Тіссеранів параметр щодо Юпітера — 3,340.